# Paroisse de Shédiac
Cet article concerne la localité canadienne. Pour la ville voisine, voir Shédiac. Pour les autres significations, voir Shédiac (homonymie).

Évolution territoriale de la paroisse de Shédiac après 1966.

La paroisse de Shédiac (orthographie officielle Shediac) est à la fois une paroisse civile et un ancien district de services locaux (DSL) canadien du comté de Westmorland, au sud-est du Nouveau-Brunswick. Le recensement de 2006 y dénombre 4 801 habitants.
La paroisse civile comprend des parties de la cité de Dieppe, de la ville de Shédiac, de l'ancienne communauté rurale de Beaubassin-Est et les anciens DSL de Cap-de-Shédiac, Chemin-Scoudouc, Grande-Digue, de la paroisse de Shédiac, Pointe-du-Chêne, Pont-de-Shédiac–Rivière-Shédiac et Scoudouc.
Dans le cadre de la réforme de la gouvernance locale du 1er janvier 2023, le territoire du DSL de la paroisse de Shédiac a été réparti entre les communautés rurales de Beausoleil et Maple Hills.

## Toponyme
La paroisse est nommée ainsi d'après sa position à l'embouchure de la rivière Shédiac. Ce nom est dérivé du micmac Esedeiik, signifiant « qui remonte loin », possiblement en référence à la configuration de la baie de Shédiac ou au portage menant vers la rivière Petitcodiac.

## Géographie
La paroisse de Shédiac est située dans le pays de Gédaïque. Elle est généralement considérée comme faisant partie de l'Acadie.

## Histoire
Chemin-Dorchester est un village agricole fondé vers 1803 par des Acadiens de Minoudie, en Nouvelle-Écosse, qui étaient insatisfaits de leur seigneur. Macdougall est fondé vers 1818 par John Macdougall, un Écossais de l'Argyleshire, auquel se sont joints des colons écossais de l'Île-du-Prince-Édouard. Une gare y est plus tard construite. L'établissement s'étend à l'ouest pour former Scotch Settlement.
La municipalité du comté de Westmorland est dissoute en 1966. La paroisse de Shédiac devient un district de services locaux en 1967.

## Démographie
| 2001  | 2006  | 2011  | 2016  |
| ----- | ----- | ----- | ----- |
| 4 292 | 4 801 | 4 917 | 4 789 |

## Économie
Entreprise Sud-Est, membre du Réseau Entreprise, a la responsabilité du développement économique.

## Administration

### Comité consultatif
En tant que district de services locaux, la paroisse de Shédiac est administrée directement par le Ministère des Gouvernements locaux du Nouveau-Brunswick, secondé par un comité consultatif élu composé de cinq membres dont un président. Il n'y a actuellement aucun comité consultatif.

### Commission de services régionaux
La paroisse de Shédiac fait partie de la Région 7, une commission de services régionaux (CSR) devant commencer officiellement ses activités le 1er janvier 2013. Contrairement aux municipalités, les DSL sont représentés au conseil par un nombre de représentants proportionnel à leur population et leur assiette fiscale. Ces représentants sont élus par les présidents des DSL mais sont nommés par le gouvernement s'il n'y a pas assez de présidents en fonction. Les services obligatoirement offerts par les CSR sont l'aménagement régional, l'aménagement local dans le cas des DSL, la gestion des déchets solides, la planification des mesures d'urgence ainsi que la collaboration en matière de services de police, la planification et le partage des coûts des infrastructures régionales de sport, de loisirs et de culture; d'autres services pourraient s'ajouter à cette liste.

### Représentation et tendances politiques
Nouveau-Brunswick : MacDougall Settlement, Saint-Philippe, Scotch Settlement fait partie de la circonscription provinciale de Kent-Sud, qui est représentée à l'Assemblée législative du Nouveau-Brunswick par Claude Williams, du Parti progressiste-conservateur. Il fut élu en 2001 puis réélu en 2003, en 2006 et en 2010. La partie au sud-est du territoire est quant à elle comprise dans la circonscription provinciale de Shediac—Cap-Pelé, qui est représentée à l'Assemblée législative du Nouveau-Brunswick par Victor Boudreau, du Parti libéral. Il fut élu en 2004 et réélu en 2006 et en 2010.
 Canada : La paroisse de Shédiac fait partie de la circonscription fédérale de Beauséjour. Cette circonscription est représentée à la Chambre des communes du Canada par Dominic LeBlanc, du Parti libéral.

### Ancienne administration paroissiale
|  | Indépendant | 193? - 19?? | E.-R. MacDonald Patrice Landry |
|  | Indépendant | 1925 - 192? | A. T. Leblanc Edmond Melanson  |

## Vivre dans la paroisse de Shédiac
L'église Saint-Philippe, à Saint-Philippe, est une église catholique romaine faisant partie de l'archidiocèse de Moncton.
Le bureau de poste et le détachement de la Gendarmerie royale du Canada les plus proches sont situés à Shédiac.
Les francophones bénéficient du quotidien L'Acadie nouvelle, publié à Caraquet, ainsi que des hebdomadaires L'Étoile, de Dieppe, et Le Moniteur acadien, de Shédiac. Les anglophones bénéficient quant à eux des quotidiens Telegraph-Journal, publié à Saint-Jean et Times & Transcript, de Moncton.

## Culture

### Architecture et monuments
Un pont couvert traverse la rivière Shédiac, près du chemin Shédiac, à 8 kilomètres à l'ouest de la route 2. Le pont, qui n'est pas accessible au public, fut construit en 1935 et mesure 25,6 mètres de long.